# Crown Royal (album)
Crown Royal – siódmy i jednocześnie ostatni studyjny album amerykańskiego zespołu hip-hopowego Run-D.M.C. Został wydany około 18 miesięcy przed zabójstwem Jam Mastera Jaya. Gośćmi na albumie są Fred Durst, Stephan Jenkins, Sugar Ray, Everlast, Kid Rock, Nas, Prodigy i Method Man.
Jest to pierwszy album Run-D.M.C. ze znaczkiem Parental Advisory.

## Lista utworów
1. „It’s Over” (feat. Jermaine Dupri) – 3:40
2. „Queens Day” (feat. Nas, Prodigy) – 4:18
3. „Crown Royal” – 3:13
4. „Them Girls” (feat. Fred Durst) – 3:33
5. „The School of Old” (feat. Kid Rock) – 3:20
6. „Take The Money And Run” (feat. Everlast) – 3:48
7. „Rock Show” (feat. Stephan Jenkins) – 3:14
8. „Here We Go 2001” (feat. Sugar Ray) – 3:21
9. „Ahhh” (feat. Chris Davis) – 4:21
10. „Let’s Stay Together (Together Forever)” (feat. Jagged Edge) – 3:19
11. „Ay Papi” (feat. Fat Joe) – 3:16
12. „Simmons Incorporated” (feat. Method Man) – 4:26

„Take the Money and Run” jest coverem piosenki pochodzącej z albumu Fly Like an Eagle, Steve Miller Band.

## Single
- „Let’s Stay Together (Together Forever)”
- „Rock Show”